# Вальдемека
Вальдемека (ісп. Valdemeca) — муніципалітет в Іспанії, у складі автономної спільноти Кастилія-Ла-Манча, у провінції Куенка. Населення — 110 осіб (2010).
Муніципалітет розташований на відстані близько 170 км на схід від Мадрида, 38 км на північний схід від Куенки.

## Демографія
Динаміка населення (INE ):

## Галерея зображень

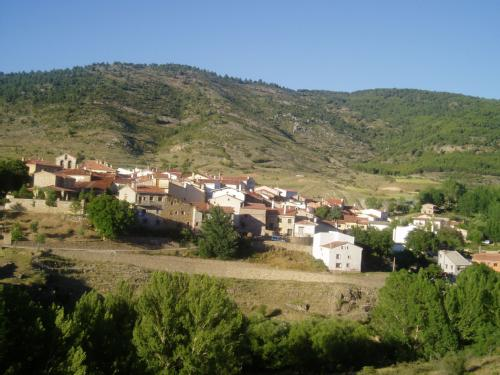
Вальдемека